# 古爾德帶

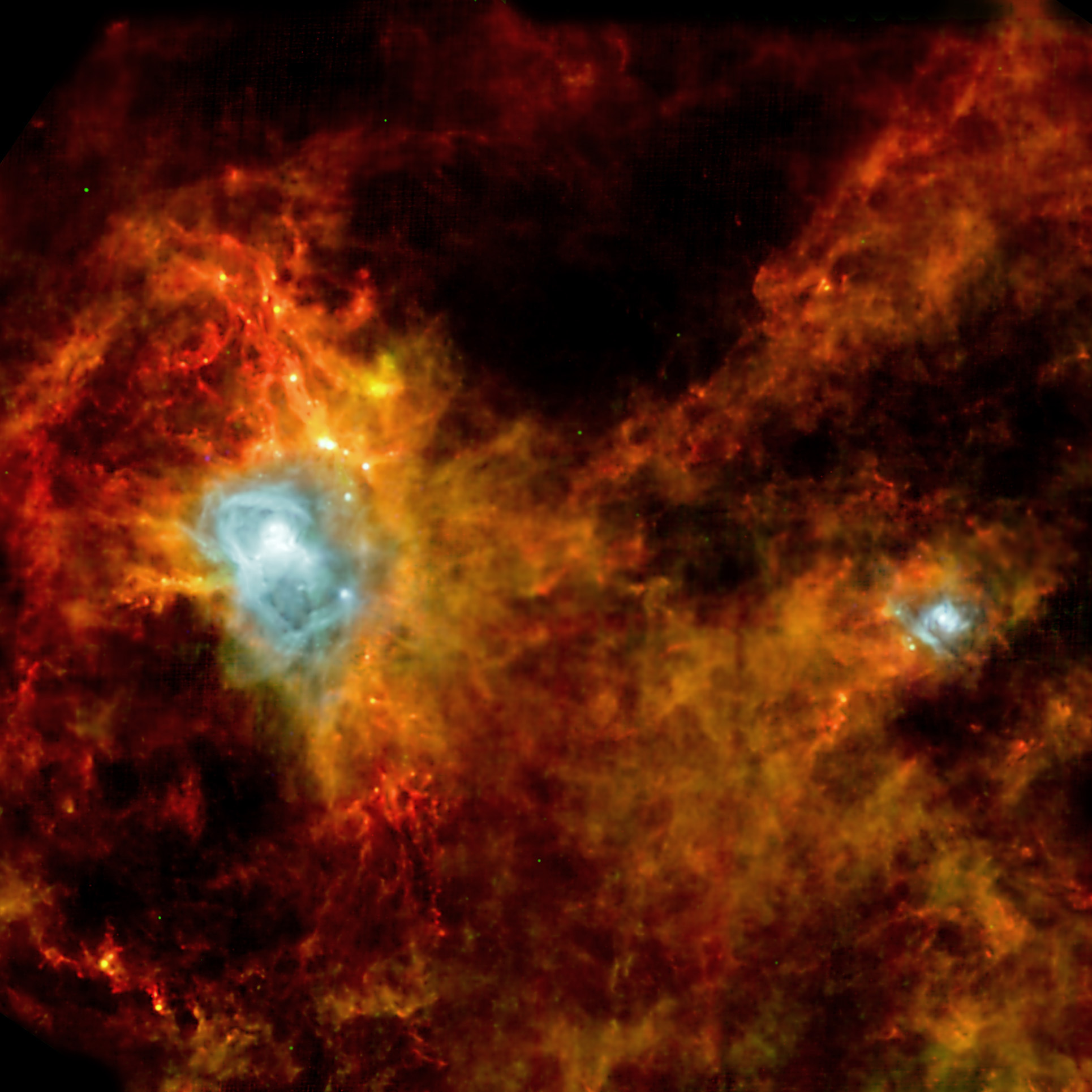
在天鹰座1,000光年远的乌云图像，它是古尔德带的一部分。

古爾德帶是橫跨3,000光年直徑，由恆星組成的星環的一部份，包含许多O型和B型的OB星恆星，從銀河盤面翹起16至20°。古爾德帶被懷疑是包含太陽在內的螺旋臂，太陽距離旋臂中心約325光年。估計存在的時間約3,000至5,000萬年，但來源還未知，名稱則得自1879年發現它的美国天文学家本杰明·阿普索普·古尔德。
古尔德带包含了许多星系中的亮星包括仙王座，蝎虎座，英仙座，猎户座，大犬座，船尾座，船帆座，船底座，南十字座，半人马座，豺狼座，天蝎座。在天空中可见的银河系也经过这些星座中的大部分，但在豺狼座的东南部。
。

## 外部連結
- The Spitzer Gould Belt Survey（页面存档备份，存于）
- Map of the Gould Belt（页面存档备份，存于）